# Cavigny
Cavigny é uma comuna francesa na região administrativa da Normandia, no departamento Mancha. Estende-se por uma área de 6,73 km². Em 2010 a comuna tinha 265 habitantes (densidade: 39,4 hab./km²).